# 오환
오환(烏桓 또는 烏丸)은 허베이성, 랴오닝성, 산시성, 베이징 근처와 내몽골 등에 거주한 유목민이었다. 그들은 동호의 후손으로 흉노에 패하였다.
그들은 한 왕조의 후반에 활동적이었으며 한군의 용병에 참여하였다. 중국 황제의 최전선의 주요 비중국 민족들과 같이, 오환은 황실과 상대적으로 협조적이었다. 190년경 후한이 멸망할 당시 오환은 중국의 반란과 내전에 참여하였다. 200년대에 오환의 3부는 황하 이북의 중요한 군주였던 원소를 지지하였다. 207년 조조는 오환의 영토로 깊숙이 행군해 들어오고 그들을 볼랑산(白狼山之戰)에서 격파하였다. 많은 오환의 기병이 그에게 투항하고 그는 천하의 가장 위대한 기병대장으로 알려지게 되었다. 비록 다양한 오환 지도자들이 3세기에 산발적인 반란을 이끌었지만 4세기에는 선비나 한족에 흡수되었다.

## 습속
말을 타고 다니며 활쏘기를 잘 하고, 물과 풀을 따라 유목 생활을 하였으므로, 거처가 일정하지 않았다. 빈약한 갈대 오두막을 집으로 삼아 입구를 모두 동향(東向)으로 하였다. 낮에 금수(禽獸)를 사냥하여 고기를 먹고 젖을 마시며, 털과 솜털로 옷을 해 입었다. 젊은이를 귀하게 여기고 늙은이를 천대하였고, 그 성품이 사납고 오만했으며, 노여우면 아비와 어미를 죽였으나 끝내 그 형제는 해하지 아니하였으니, 형제에게는 일가(一家)가 있으나, 아비와 어미는 그들의 몸으로서 종자(種子)가 될 뿐이어서, 보복할 자가 없기 때문이다. 언제나, 결투나 침범을 서로 다투는 것을 능히 다스리는 용맹하고 강건한 자를 추대하여 부족장(部族長)인 대인(大人)으로 선출하였고, 읍락은 각기 작은 우두머리를 가지는데, 세습하지는 않았다. 수백에서 수천개의 마을로써 일부(一部)를 이루었고, 대인이 부를 일이 있으면 나무에 새겨 신표(信標)로 삼고 읍락은 이를 전하고 행하였으니, 문자는 없어도 부(部)의 무리들이 감히 그 전달받은 바를 어기지 아니한다. 성씨(姓氏)는 일정한 것이 없고, 대인에 의하여 강건한 자의 이름 글자를 성(姓)으로 삼는다. 대인 이하(以下)는 각자 목축(牧畜)하고 생산(生産)을 다스리며, 부역(賦役)을 돕지는 않는다.

### 혼인과 가정 생활
그 결혼은 모두 먼저 중매 없이 사통(私通)하여 여자를 빼앗아 가고 나서 반년이나 백일 후에 중매인을 파견하고 말·소·양을 보내어 장가드는 것을 예법으로 삼았다. 남편은 아내를 따라 되돌아가는데, 남편은 처가(妻家) 사람들을 높고 낮음에 관계없이 뵙고, 아침에 일어나 모두에게 절하였으나, 자기의 부모에게는 몸소 절하지 않았다. 처가의 머슴이 되어 이년(二年)을 사역(使役)하면, 처가는 후하게 여자를 보내는데, 거처와 재물이 오로지 처가에서 나온다. 그러므로 그 습속(習俗)은 부인(婦人)의 계책(計策)을 따르나, 전투할 때가 되면 남자는 그것을 스스로 결정한다. 부자(父子)와 남녀가 서로 마주보고 쭈그려 앉고, 모든 머리카락을 깎아서, 가볍고 편하게 한다. 부인은 시집갈 때가 되면 머리카락을 기르고 나누어 상투로 하여, 구결(句決)을 붙이고, 금과 푸른 옥으로 꾸미니, 중국에 있는 보요관(步搖冠)과 같다. 아비나 형이 죽으면, 아비에게 계모가 있는 경우에는 계모를 처로 삼거나 형수를 취한다. 만약 형수를 취할 자가 없으면 자기 아들로 볼 때, 관계가 밀접한 순서〔親之次〕에 따라 조카가 백모나 숙모를 처로 삼는 것이다. 이러한 절차에 따라 처로 삼은 자가 죽으면, 그 옛 지아비와 합장(合葬)한다.(형사취수 참조)

### 산업
새와 짐승이 잉태하고 수유하는 것을 알아차려 사계절로서 때를 맞추고, 밭을 갈고 씨를 뿌릴 때에는 언제나 뻐꾸기의 울음을 써서 징후(徵候)로 삼았다. 땅은 푸른 기장과 동장(東牆)을 기르기에 적합한데, 동장은 쑥과 유사하고, 열매는 아욱과 같으며, 시월에 이르러 익는다. 그들은 백주(白酒)를 만들 줄은 알았으나, 누룩은 만들 줄을 몰랐다. 쌀에 있어서는 늘 중국에 의존하였다. 대인은 활·화살·안장·굴레를 만들 수 있었고, 쇠를 두드려 병기를 만들었으며, 가죽을 바느질하여 무늬와 수를 놓았고, 모직물을 짠다.

### 질병
병이 나면 쑥찜을 쓰는 것을 알았고, 또는 돌을 데워서 찜질을 하거나 흙을 데워서 그 위에 엎드렸고, 또는 아프고 병든 곳을 따라, 칼로 맥을 터뜨려 피를 냈고, 또한, 천지산천(天地山川)의 신에게 빌었으나, 침(鍼)과 약은 없었다.

### 죽음과 장례
전쟁에서 죽는 것을 귀하게 여기었고, 시신은 염(殮)하였으며, 관(棺)이 존재하였다. 애초에 죽을 때에는 곡(哭)을 하나, 장례를 지낼 때는 곧 노래하고 춤추며 함께 망자를 보낸다. 개를 살찌게 길러 이로써, 채색한 노끈으로 목에 걸고 끌어내고, 또한, 죽은 자가 타던 말·의복·생전의 장신구를 거두어 모두 불태워 이로써 그에게 보낸다. 특히 묶인 개를 거느리는 것은 죽은 자의 신령(神靈)을 호위하고 적산(赤山)으로 돌아가게 하려는 것이다. 적산은 요동(遼東) 서북쪽 수천리에 있는데, 중국인이 죽음의 혼신(魂神)이 태산(泰山)으로 돌아간다고 생각하는 것과 같다. 장례 치르는 날짜에 이르면, 밤에 친척·친구 무리가 모여 앉아, 끌려온 개와 말을 모두 세워 두고, 혹은 노래하고 곡(哭)하는 자가 개와 말에게 고기를 던져 주었다. 두 사람에게 주문(呪文)을 입으로 외우게 했고, 죽은 자의 혼신(魂神)이 곧바로 가서 험하고 막힌 곳을 넘게 하였으며, 제멋대로 하는 귀신이 막지 못하도록 보호하여, 그 적산에 다다르도록 하였다. 그런 연후에 개와 말을 죽이고, 옷가지를 불살랐다. 귀신을 공경하고, 하늘과 땅, 해와 달, 별, 산천(山川)에 제사 지냈으며, 또한 돌아가신 대인 중에서 굳센 명성을 가진 자에도 또한 소와 양으로 제사를 지내고서, 제사가 끝나면 모두 이를 불살랐다. 음식을 먹기에 앞서 반드시 제사를 지냈다.

### 형벌
그들이 맺은 법은, 대인의 말을 어기면 사형이고, 도적질을 멈추지 아니하면 사형이다. 그들이 서로 죽이면, 모든 마을이 스스로 서로 앙갚음하게 하고, 서로 앙갚음이 그치지 아니하면 나아가, 대인이 이를 정(定)하였다. 죄가 있는 자가 그의 소나 양을 내어 이로써 죽을 목숨을 속죄하면 형벌을 멈춘다. 스스로 그의 아비와 어미를 죽이는 것은 무죄이다. 만약 도망하거나 배반한 자가 대인에게 사로잡히면, 모든 마을이 그를 받아들이려 하지 않았고, 모두가 그로 하여금 옹광(雍狂)의 땅에 이르도록 쫓아냈다. 옹광 땅에는 산이 없고, 사막·흐르는 물·초목과 많은 독사·뱀·구렁이 등이 있으며, 정령(丁令)의 서남쪽이자 오손(烏孫)의 동북쪽에 있어서 외지고 빈곤하였다. 그들의 선조가 흉노에게 패배한 뒤로부터 사람들의 무리가 고립되고 약해져 흉노의 신하가 되어 복종하고, 늘 해마다 소·말·양을 날랐는데, 기한이 넘도록 준비되지 않으면 번번이 그들의 처자식을 잡아갔다.

## 인물
- 학단(郝旦): 서기 49년(건무 25년), 무리를 이끌고 낙양으로 가서 황제를 만나고 후왕(侯王)으로 봉해졌다. 그의 무리는 요동속국, 요서, 우북평, 어양, 광양, 상곡, 대군, 안문, 태원, 삭방군에 줄지어 있었다.

- 흠지분(欽志賁): 영평(서기 58년~75년) 연간에 어양(漁陽)에서 종인들을 이끌고 반란을 일으켰다. 후에 요동태수 채융(祭肜)이 군사를 모아 흠지분을 죽이고 그 무리들을 격파했다.

- 무하(無何): 후한에 의해 솔중왕으로 봉해진 대인으로 후한 안제(安帝: 106-125) 때에 이르러 어양, 우북평, 안문에서 자신의 무리와 함께 선비, 흉노와 합쳐 대군, 상곡, 탁군, 오원을 약탈했다. 이에 후한은 대사농 하희(何熙)를 행 거기장군으로 삼아 좌우우림(左右羽林) 5영의 병사들과 변방 7군 여양영(黎陽營)의 군사를 일으켜 도합 2만 명으로 이를 공격하니, 흉노는 항복하고 선비, 오환은 각각 새 밖으로 돌아갔다.

- 융말외(戎末廆): 무하가 후한 변경에서 쫓겨난 후, 후한에 귀부하여 도위(都尉)의 관직을 얻었고 왕후(王侯) 돌귀(咄歸), 거연(去延) 등을 거느리고 오환교위 경엽(耿曄)을 따라 새(塞)를 나가 선비를 공격해 전공을 세웠다. 이후 융말외와 돌귀, 거연은 솔중왕(率衆王)으로 봉해졌고 속백(束帛-비단 묶음)을 하사받았다.

- 구력거(丘力居): 요서 오환대인으로 5천여 락(落)을 이끌었다. 왕이라 자칭하였다. 중산태수 장순을 중심으로 난루, 소복연, 오연 등과 함께 청주, 서주, 기주, 유주 등지에서 노략과 참살을 자행하였다.

- 난루(難樓): 상곡 오환대인으로 9천여 락(落)을 이끌었다. 왕이라 자칭하였다.

- 소복연(蘇僕延): 요동속국 오환대인으로 천여 락(落)을 이끌고 초왕(峭王)을 자칭하였다.

- 오연(烏延): 우북평 오환대인으로 8백여 락(落)을 이끌고 한로왕(汗魯王)을 자칭하였다.

- 답돈(蹋頓): 구력거의 조카. 구력거가 죽은 뒤, 구력거의 아들이 어려 그를 대신해 자리에 오른 오환의 대인으로 원소가 공손찬과 싸울 때, 원소를 도와 공손찬을 쳤다. 이후 소복연, 오연 등과 함께 원소에게 선우로 봉해졌다. 누반이 장성하자, 그에게 자리를 돌려주고 자신은 누반 휘하의 왕이 되었다. 원소가 조조와 싸워 지고 원상이 도망쳐 오자 받아주었다. 이후 유성에서 조조와 싸웠으나 원상과 함께 전사했다.

- 누반(樓班): 구력거의 아들. 장성하고 나서 소복연을 통해, 선우로 추대되었다.

- 속부환(速附丸): 답돈이 조조에 패해 죽은 후, 누반, 오연 등과 함께 요동으로 도망쳤으나 요동에서 붙잡혀서 참수되었다.

- 구루돈(寇婁敦): 우북평의 오환대인으로, 원상, 답돈, 호류섭과 함께 요서로 달아났다. 관구검 군이 도착한다는 말을 듣고 호류섭과 함께 5천여 무리를 이끌고 항복했다.

- 호류섭(護留葉): 요서 오환대인으로 요서 오환도독 솔중왕에 봉해졌다. 예전에 원상을 따라 요서로 달아났었는데, 관구검 군이 도착한다는 말을 듣고 5천여 무리를 이끌고 항복했다.

## 같이 보기
- 북적
- 동호 (민족)
- 거란
- 선비족

## 참고 문헌
- 진수 (3세기). 〈권30 오환선비동이전/ (漢文本)〉. 《삼국지》.